# Teodor Bohosiewicz
Teodor Stanisław Bohosiewicz (ur. 9 listopada 1867 w Popielnikach k. Stanisławowa, zm. 24 czerwca 1948 w Krakowie) – polski stomatolog, profesor medycyny, kierownik kliniki stomatologicznej we Lwowie.

## Życiorys
Absolwent (matura 1887) II gimnazjum we Lwowie. Medycynę studiował na Uniwersytecie Jagiellońskim, gdzie w 1895 roku uzyskał stopień doktora wszech nauk lekarskich. Od 1896 roku był chirurgiem, a następnie asystentem w klinice Uniwersytetu Jagiellońskiego. W latach 1897–1898 specjalizował się w chirurgii w Berlinie i Wiedniu. W latach 1898–1901 zorganizował, a następnie kierował pierwszą we Lwowie prywatną kliniką - ambulatorium zębno-lekarskim z 5 stanowiskami. Jako pierwszy zaproponował i zastosował do powszechnego użycia termin „stomatologia”. W dniu 5 maja 1903 roku został mianowany „prywatnym docentem stomatologii i dentystyki” na Uniwersytecie Jana Kazimierza we Lwowie, a od 1912 roku był profesorem na kierunku stomatologii, realizowanym przez katedrę chirurgii tego uniwersytetu. Od 1901 roku wspólnie z Andrzejem Gońką prowadził we Lwowie 4-5-tygodniowy kurs dentystyczny dla lekarzy. Kurs ten obejmował „naukę wyjmowania, leczenia i plombowania zębów materiałami plastycznymi”. W latach 1913–1939 był profesorem i kierownikiem kliniki stomatologicznej we Lwowie. W 1939 roku przeniósł się do Krakowa. 
Zmarł 24 czerwca 1948 roku w Krakowie, pochowany został na cmentarzu Rakowickim.

## Publikacje naukowe (wybór)
Teodor Bohosiewicz wydał m.in. następujące prace: 
- O niektórych postaciach zakażenia, wikłających próchnienie zębów i występujących po wyjęciu zęba
- O resorbcji w jamie ust
- Pomysł protezy po częściowej resekcji żuchwy – ogłoszone drukiem w „Przeglądzie Lekarskim” w 1900 roku.
- wspólnie z doktorem Hermanem opublikował artykuł W sprawie całkowitego wypiłowania szczęki górnej z powodu nowotworów złośliwych, wydrukowany w 1906 roku w „Tygodniku Lekarskim”.